# Rob Hume
Pour les articles homonymes, voir Hume.
Rob Hume, né le 15 juin 1950, est un ornithologue britannique. Il a écrit également des ouvrages sur des sujets d'histoire naturelle et a animé également des voyages d'observation.
Il est éditeur depuis 1989 à la Royal Society for the Protection of Birds, puis a collaboré à la direction de British Birds. Également membre de la British Birds Rarities Committe. Il a quitté ces deux fonctions en 1997.

## Biographie
- (en) Life With Birds (autobiographie), David & Charles, 2005,  (ISBN 0-7153-2181-1)